# 위대한 캣츠비 (드라마)
《위대한 캣츠비》는 2007년 7월 4일부터 2007년 9월 22일까지 방영되었던 tvN의 텔레비전 드라마이다. 강도하가 그린 동명의 웹툰을 원작으로 하여 제작되었다.

## 기획의도
새파란 청춘들의 가슴 절전한 사랑 이야기

## 제작진
- 프로듀서 : 김지연
- 극본 : 박연혁, 강한아
- 연출 : 이강훈

## 출연진
- 신동현 : 캣츠비 역
- 강경준 : 하운두 역
- 박예진 : 페르수 역
- 강해민 : 선 역
- 장현성 : 불독 역